# Cercocarpus traskiae
Cercocarpus traskiae es una especie del género Cercocarpus dentro de la familia Rosaceae conocido comúnmente en inglés como "Catalina mahogany". Es endémico de la isla de Santa Catalina en las islas del Canal de California, donde crece en sus montañas.

## Descripción
Es una planta arbustiva de porte arbóreo

## Hábitat
Se desarrolla en las zonas montañosas de la isla de Santa Catalina.
Está clasificada como planta muy amenazada, con pérdida de su estirpe genética por sus hibridaciones.

## Sinonimia
- Cercocarpus betuloides Nutt. var. traskiae (Eastw.) Dunkle
- Cercocarpus montanus Raf. var. traskiae (Eastw.) F.L. Martin